# Scissor Sisters (альбом)
Scissor Sisters (Сестры-ножницы) — дебютный студийный альбом одноимённой американской группы, выпущенный в 2004 году. Альбом был издан под лейблом Polydor Records в Великобритании и стал лидером чартов Великобритании и Ирландии. К концу 2004 года «Scissor Sisters» стал самым продаваемым альбомом Великобритании. Со времён релиза альбом получил 7 платиновых сертификатов в Объединенном Королевстве, с общими продажами в 2 500 000 экземпляров. В Ирландии альбом получил 5 платиновых сертификатов. Релиз не получил большого успеха в США, достигнув лишь 102 места в Billboard 200. Мировые продажи альбома составляют 3 300 000 копий.

## Список композиций
1. «Laura» (Hoffman, Sellards) — 3:36
2. «Take Your Mama» (Hoffman, Sellards) — 4:31
3. «Comfortably Numb» (кавер песни Pink Floyd) (Gilmour, Waters) — 4:25
4. «Mary» (Hoffman, Sellards) — 4:43
5. «Lovers in the Backseat» (Hoffman, Sellards) — 3:15
6. «Tits on the Radio» (Hoffman, Lynch, Sellards) — 3:16
7. «Filthy/Gorgeous» (Hoffman, Lynch, Sellards) — 3:46
8. «Music Is the Victim» (Gruen, Hoffman, Sellards) — 2:57
9. «Better Luck» (Gruen, Hoffman, Sellards) — 3:08
10. «It Can’t Come Quickly Enough» (Hoffman, Sellards) — 4:42
11. «Return to Oz» (Hoffman, Sellards) — 4:34
12. «Get It Get It» (Hoffman, Sellards) — 3:47 (iTunes бонус-трек для Великобритании)

### Бонус-треки
Все бонус-треки вошли в издание альбома «Scissor Sisters» для Великобритании.
12. «A Message from Ms. Matronic» (Hoffman, Sellards) — 0:31 

13. «The Skins» (Hoffman, Sellards) — 2:55 

14. «Get It Get It» (Hoffman, Sellards) — 3:47

## Дополнительная информация
- Песня «It Can’t Come Quickly Enough» звучит в финальных титрах фильма «Клубная мания».
- Песню «Take Your Mama» можно услышать в видеоигре «FIFA 2005».
- Песню «Filthy/Gorgeous» можно услышать в фильме «Мальчик в девочке» (2006) и в видеоигре «Tony Hawk's American Wasteland».